# ランタン (照明器具)

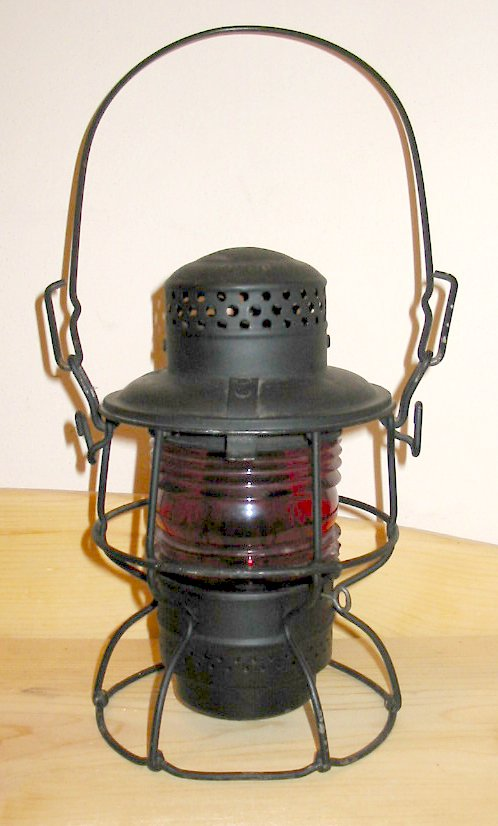
鉄道制動手の信号用ランタン。燃料に灯油を使う

ランタン（英:Lantern）は、炎や電球を保護する透明な囲いを備えたランプで、通常は持ち運んだり吊り下げたりするための持ち手があるものをいう。光源としては、歴史的に蝋燭や油に漬けた芯が一般的で、現代では電池式の照明も多い。明かりを簡単に持ち運んだり吊るせるようになっており、囲いがあるため屋外や風通しの良い室内での信頼性を高めたものとなっている。ランタンは、信号発信や松明そして屋外の一般的な光源として使用される場合もある。
東洋の伝統的な照明である提灯もランタンの範疇に含まれ、一部の行灯や灯篭なども英語圏でランタンとして翻訳説明される場合がある（後述）。なお、本項では主に西洋由来のランタン照明について記述しており、東洋の伝統的な「提灯」「行灯」などについては各項目に解説を譲る。

## 用途
ランタンの囲いは、燃える蝋燭や芯が風雨ほかの原因によって消えてしまうのを防ぐ目的で主に使用された。一部の骨董ランタンには金網だけが付いており、その機能が持ち運び中に蝋燭や芯を保護したり、頂部への過熱を避けて予期せぬ火災を起こさないためだったことが示されている。
もう一つの重要な機能が、炎から火花が飛んだり光が落ちたりした場合の火災リスクを減らすことだった。これは船の甲板下では特に重要で、木製船での火災は大惨事となった。無防備な光源の使用は非常に問題視され、甲板下では無防備な炎よりもランタンの使用を義務づけて違反者は厳罰に処す、と海賊の掟にも記されていた例があったことも知られている 。
ランタンは信号発信で使われる場合もある。海軍作戦において、船同士が光を使って通信していた例は少なくとも中世まで遡り、1800年代半ばには日付を伝えるのにランタンの点滅信号を利用していた。鉄道業務でのランタンには複数の用途がある。柱の上にある常設のランタンは、線路前方の運行状況を列車に知らせるために使用され、時には光の前に色付きセロファンを付けて停止等を示すこともあった。その昔、踏切警手は踏切でランタンを使って列車が到着する前に車やその他車両の交通を停めていた。ランタンはまた、電車から電車へ、駅から電車へと、信号を送る手段を提供した。
「ダークランタン」とは、蝋燭を消さずに周囲を暗くすることができるように、スライドシャッターが付いた蝋燭のランタンである。例えば、シャーロック・ホームズの『赤毛組合』という話では、刑事と警察がランタンの光で銀行の金庫に向かうが、そのあと泥棒がトンネルを掘り終えるのを暗闇の中で待つために「ダークランタンの覆い」を被せている。この種のランタンは、必要時に咄嗟に使用できるよう光源を保持しておくことも可能である。

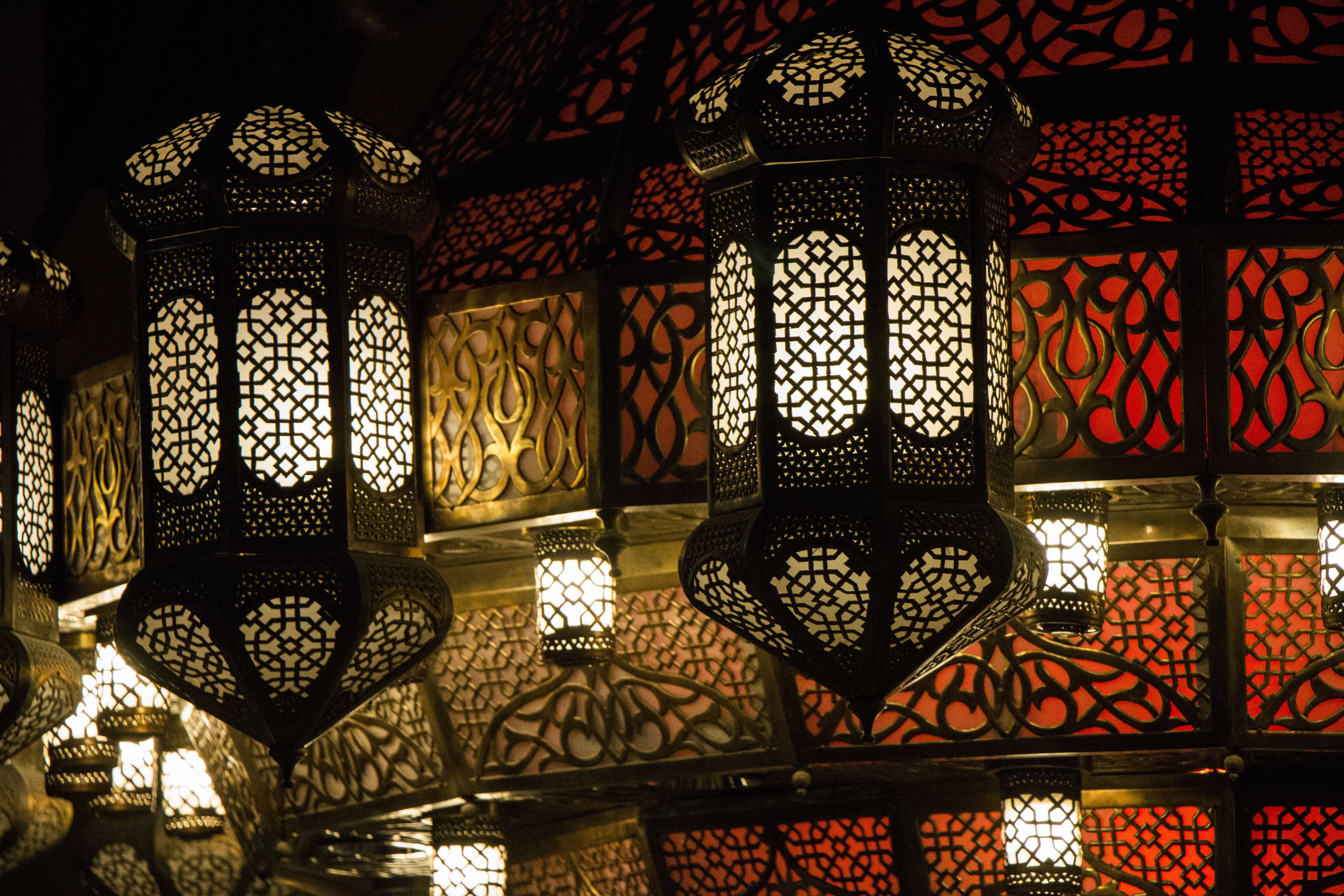
イスラム世界で断食月に飾られる、アラビア様式のランタン

ランタンが宗教儀式に使用される場合もある。東方正教会では、ランタンが宗教的な行列や典礼の入口で使用され、通常は行列用十字架 (processional cross) の前にやって来る。ランタンはまた受難週の聖土曜日に聖墳墓教会から聖火を輸送するのにも使われる。
アジア諸国の祭りでもランタン（提灯等）が使用されている。盂蘭盆会では川や海に灯籠流しを行い、先祖の失われた魂を来世へと象徴的に導いている。中国全土で旧暦1月15日に行われる元宵節では、多くの提灯を飾るのが現在でも一般的である。中国の他のお祭り期間でも、孔明灯(英:Sky lantern)が空中高く浮かんでいるところを見られる。ランタンは韓国のソウルランタンフェスティバルの中心テーマである。ただし、一部区域や組織では火災や安全に関する懸念から（孔明灯のような）宙に浮くランタンの使用を禁止している。
「ランタン」という用語は、たとえ持ち運びできないものであっても、光源や光源用の囲いを意味するものとして一般的に使用されることがある。装飾を施したランタンには多彩なデザインのものが存在する。 ガラス板に囲まれた街灯など、一部のものは建物から吊るしている。他には地面付近に設置されて、低照度のものは飾りや景観照明として機能することが可能で、色や大きさも多彩である。灯台の頂部にある、光とレンズを備えた建物区画が英語圏でランタンと呼ばれたりもする（日本ではその区画を「灯ろう」と呼ぶことがある）。

## 語源
"ランタン(lantern)"という単語はフランス語を経由してやって来たもので、ラテン語で「ランプ・松明」を意味する"lanterna"が由来である。また、このラテン語自体が恐らくギリシャ語から派生したものだとされている。

## 構造
一般的にランタンは、側面が多角形（通常4面だが最大8面）または円形状の金属枠で造られている。頂部にはフックないし金属の環が付いているのが一般的である。幾分透明な素材の窓が側面に填められる場合もあり、現在だと一般的にガラスやプラスチックであるが、かつては動物のツノを削いだ薄板とかブリキ板に複数の穴または装飾模様の穴を開けたものだった。
一般的にランタンには、蝋燭や油をしみこませた芯などの燃える光源が中にあり、ガスマントルが備えられていたりもする。古代の中国には、透明または半透明の容器にホタルを捕獲して（短命な）ランタンとして使用したとの逸話が残っており、古代インドでも透明容器に入れたホタルの使用が広く実践されていた。しかし、これらは一時しのぎの解決策であり、火の松明を使う方が一般的だった。
現代のランタンでは、装飾的なガラスケースに電気照明を配置してあることが多い。

## 歴史

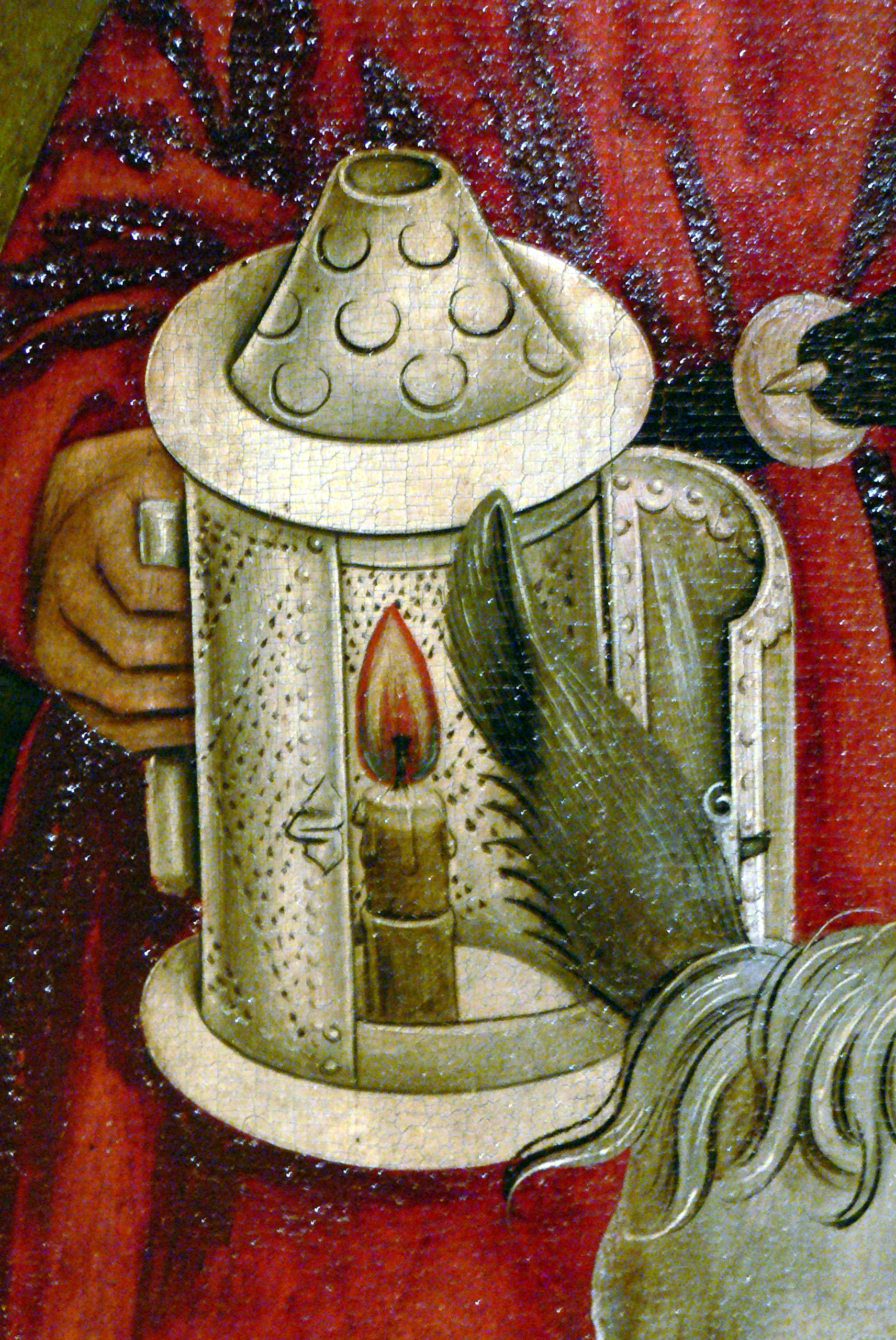
15世紀ドイツの蝋燭ランタン。側面は金属に穴を沢山あけたもの

昔からランタンは装飾よりも明かりを目的として機能的に使用されてきた。油に漬けた芯を使うものも若干あったがそれ以外は基本的に燭台を保護するものだった。ガラスの薄板ができる前は、薄く平らに削いだ動物のツノを半透明の窓として使用していた。
中世の初頭に、ヨーロッパの町々は犯罪抑止力として夜に通りを巡回する監視員 (Watchman (law enforcement)) を雇った。各監視員は暗闇に対してランタンや石油ランプを持ち運んだ。少なくとも18世紀までこの実践が続けられた。
1500年代に、公共の場がランタンで徐々に照らされるようになり、特にガラス窓付きランタンの発明後はその光量が大幅に向上した。1588年、パリの高等法院は各交差点に松明を設置して点灯することを命じ、1594年に警察がこれをランタンに変更した。1667年に始まるルイ14世の治世では、パリの通りや交差点に数千もの街灯が設置された。このシステムの下、複数の街道が（道路中央を高さ6mで走る）コードから吊り下げられたランタンで18m毎に照らされ、1698年にはイギリス人観光客が「冬の間じゅうも満月の時でも通りが照らされている！」と感嘆したという。ロンドンでは、17世紀末頃に公共の街路照明が導入された。当時の日記には、1712年に「ハイドパークを通ってケンジントンのクイーンズパレスまで、暗い夜に道路を照らすためのランタンが設置された」との記述がある。

## 現代のランタン

### 燃料式ランタン
燃料を使ったランタンはどれも、可燃性で有毒な燃料取り扱いの危険、高温による火災や火傷の危険、密閉環境で使用した場合の一酸化炭素中毒による潜在的な危険のため、幾分か危険を伴う。
単純な芯のランタンも依然として使える。それらは安価かつ頑丈で、読書に十分な明かりを灯してくれる。ただし、芯の定期的な剪定とガラス煙突の内側からすすを定期的に清掃する必要がある。
マントルのランタンは、金属硝酸塩を染み込ませたガスマントルを使用して、炎から受け取った熱を可視光として再び放射する。マントルが燃えることはない（ただし金属塩を含んでいる布素材は初めて使用する前にマッチで「焼き尽くす」必要がある）。炎で熱せられるとマントルは高温発光して明るく輝く。熱は、ガスやケロシンや本質的にナフサである「ホワイトガソリン」などの加圧液体によって供給される場合もある。生みだされる高温からの保護および気流安定のため、グローブ（ホヤ）と呼ばれる円筒形のガラス板がマントルの周囲に配置されている。
ホワイトガソリンを使う手動加圧式のランタンは、コールマン社によってマントル1個や2個のモデルが製造されている。一部のモデルは二元燃料式でガソリンも使用することができる。これらは、若年層が手にした時やテント内部での安全面から、バッテリー駆動の蛍光灯やLEDモデルへと移行しつつある。液体燃料ランタンは、燃料が容易に得られる点や公共の使用では普及が続いている。
多くの携行マントル型燃料ランタンは、圧縮時に液体になるプロパンなどの燃料ガスを単独またはブタンと組み合わせて使用する。このようなランプは通常、燃料を補給するのに小型で金属製の携行缶を使用する。液体燃料に手を触れず補給する機能は安全性を高める。こうしたランプに供給する燃料は、容器が湿気（容器の腐食を引き起こす可能性がある）と過度の熱から保護されていれば貯蔵寿命が無期限である。

### 電気式ランタン

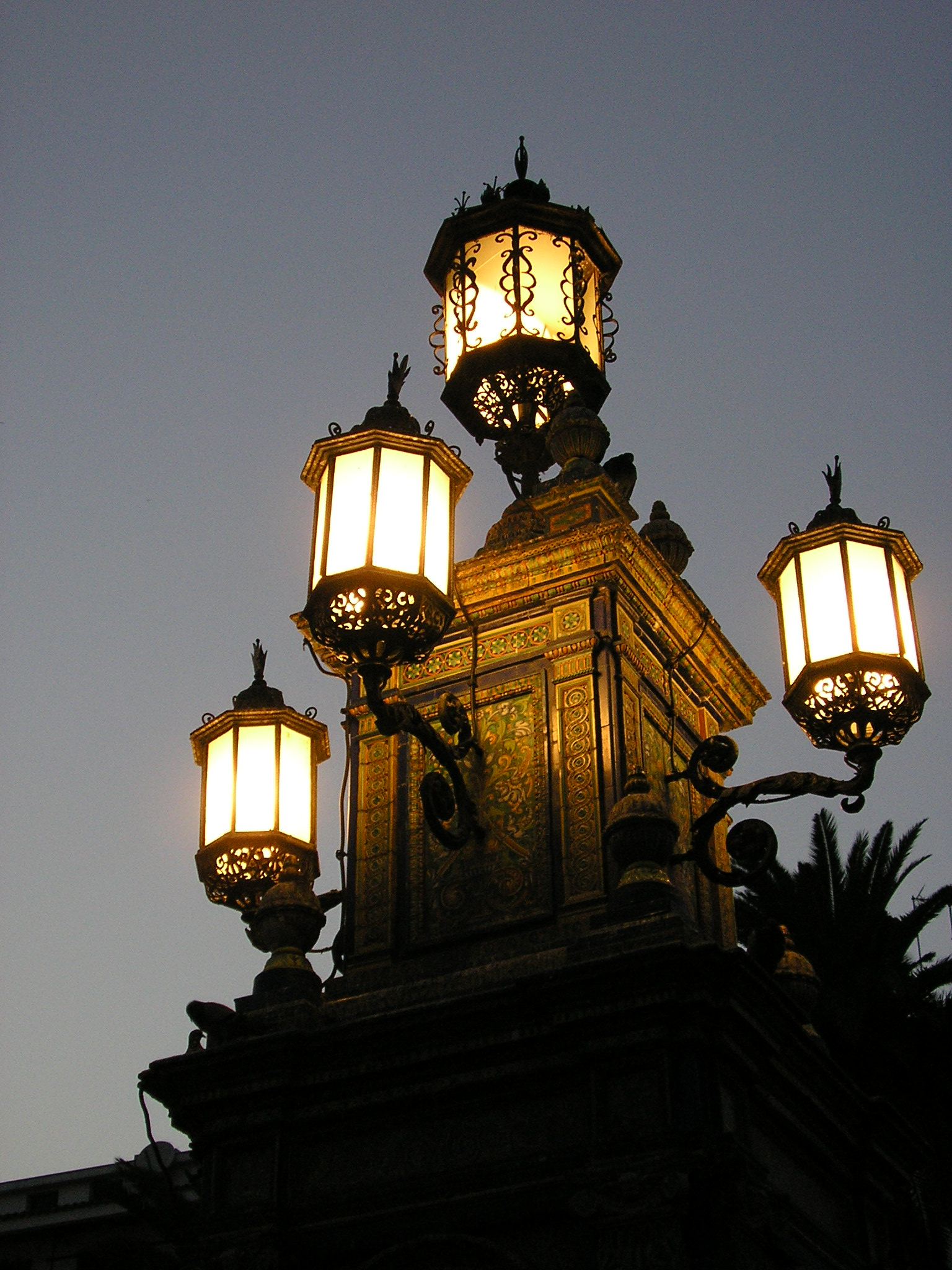
街灯のランタン。スペインのアンダルシア州アルヘシラス

恒久設置される電気照明器具として設計されたランタンは、インテリア、風景、市民照明などで使用されている。その様式は、昔の時代を呼び起したり、街頭設置物 (street furniture) のテーマを統一したり、美的考慮を高めたりもできる。電気式なので、電圧を供給する各種電線と共に製造される。
携行式の光源には様々な種類の電池が使用されている。こちらはより便利かつ安全で、燃焼灯よりも発生する熱が少ない。太陽光発電式ランタンは発展途上国で普及してきており、灯油ランプの代替としてより安全かつ安価に提供されている。
LEDを使うランタンは他の種類よりもエネルギー効率が高く、頑丈で、照明に適したLEDの価格が下がっているので人気がある。一部の充電式蛍光灯ランタンは、常時プラグが刺さっていて停電時に点灯するよう設定されている場合があり、何らかの非常事態等で役立つ機能である。 大規模停電中に、自動車の12ボルト電気システムや小型の太陽光発電充電器から補給再充電が行われる場合もある。

## ギャラリー

### 手提げ式のランタン

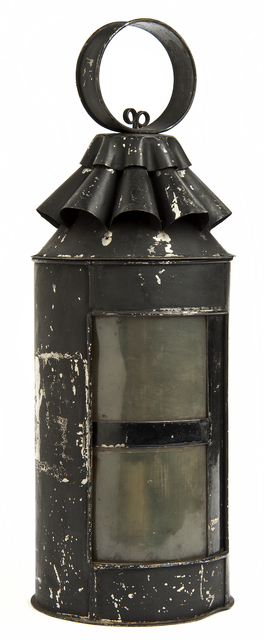
ブリキ製のランタン。光源は蝋燭で、窓は動物のツノを加工したもの(米国ミネソタ州、1863年)
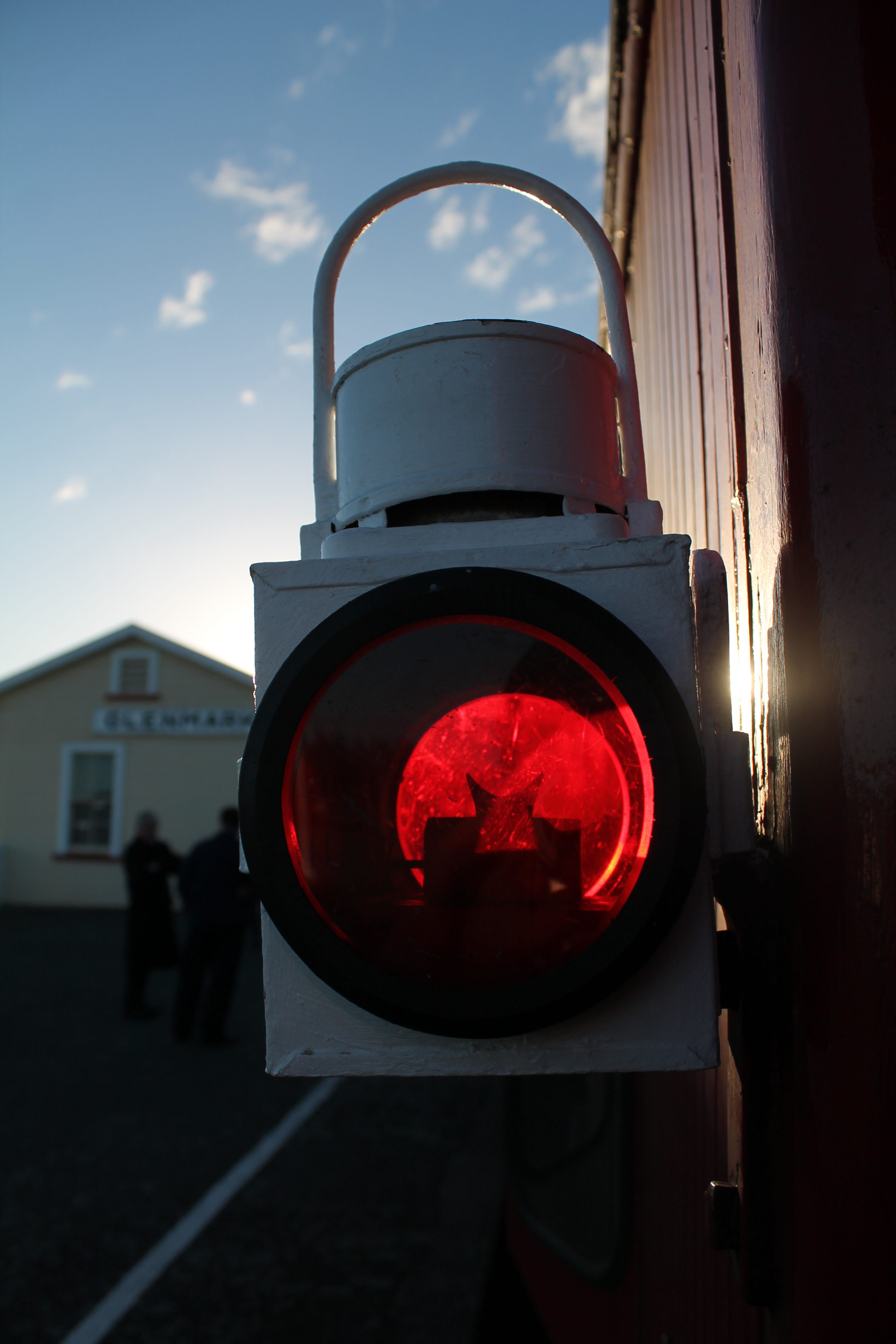
ウェカパス鉄道のランタン（ニュージーランド）
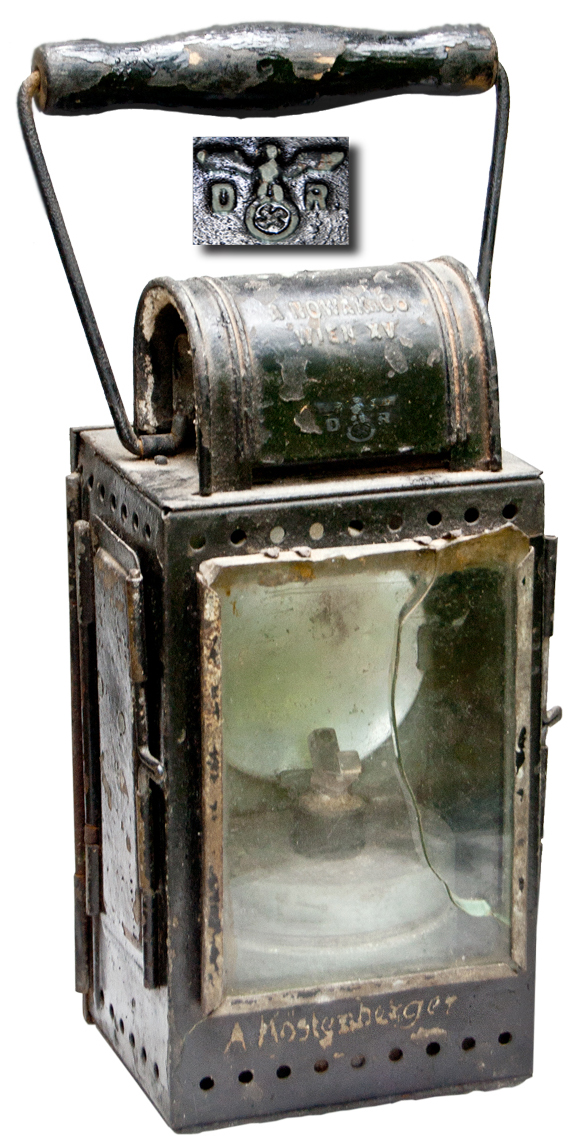
真鍮製カーバイドランプの鉄道用ランタン（ドイツ帝国鉄道、1942年）
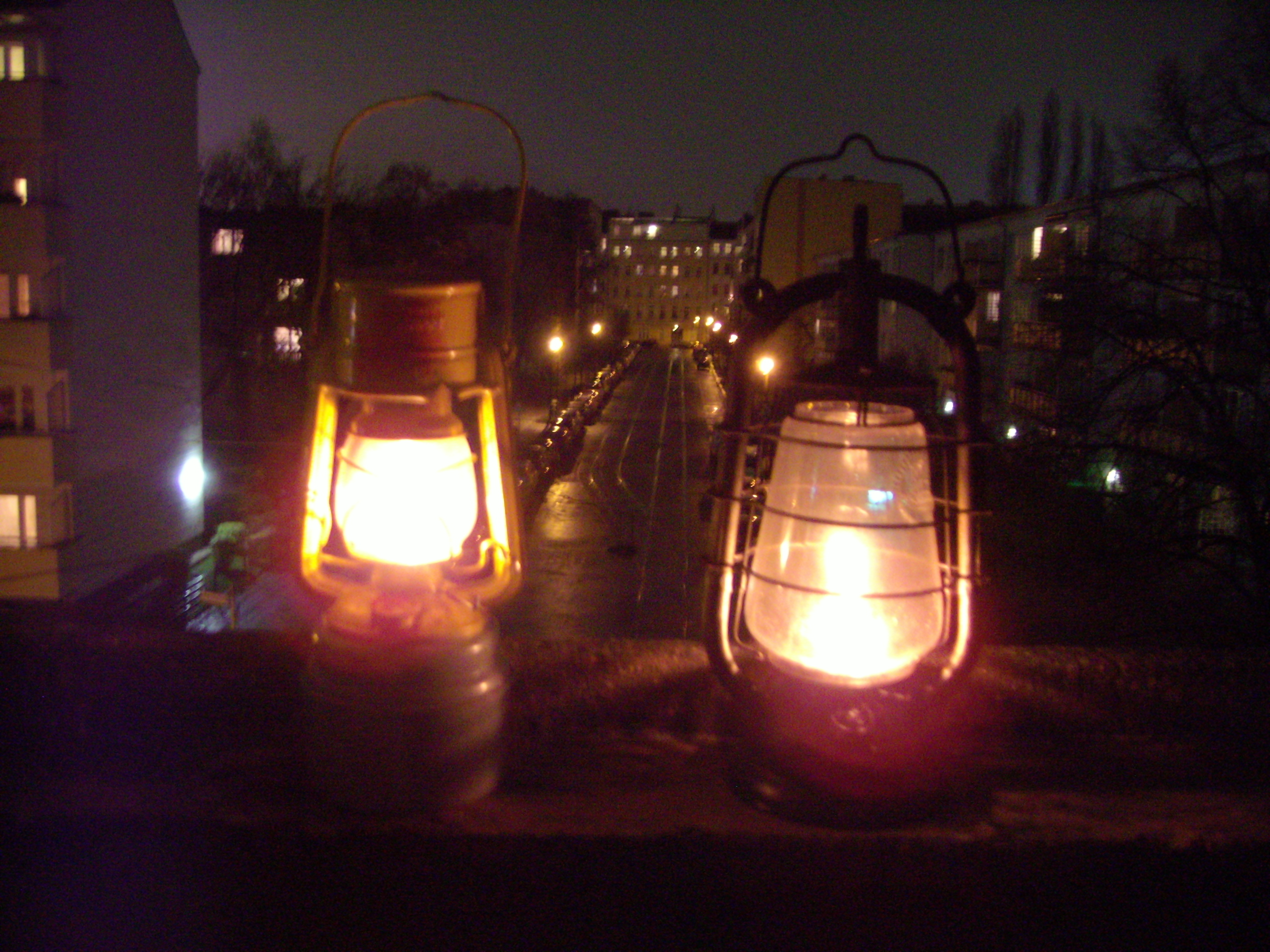
2個の灯油式ランタン。左が混合空気で右が新鮮な空気(ドイツ、2010年)
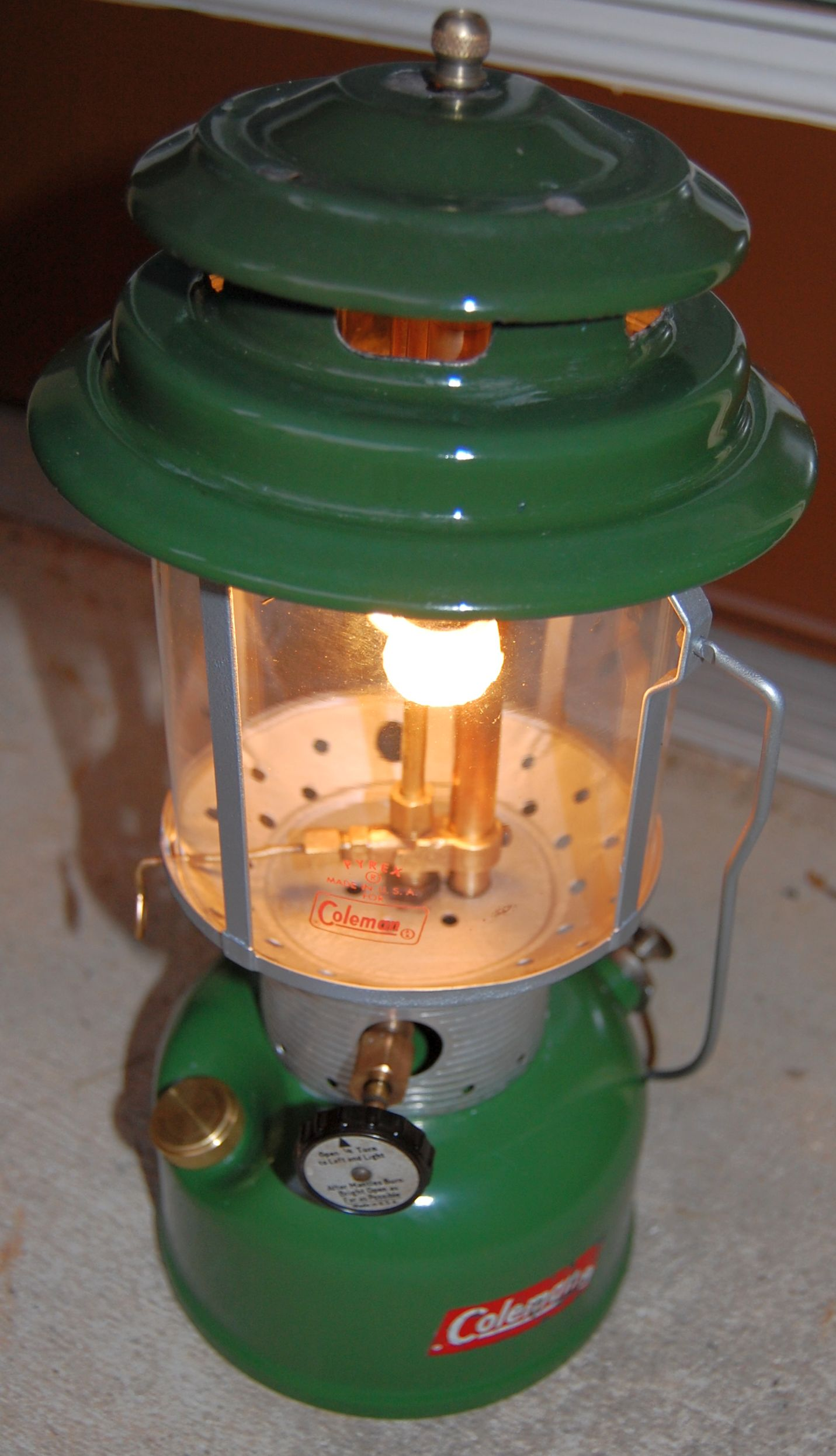
コールマン社の燃料燃焼式ランタン(イングランド、2012)
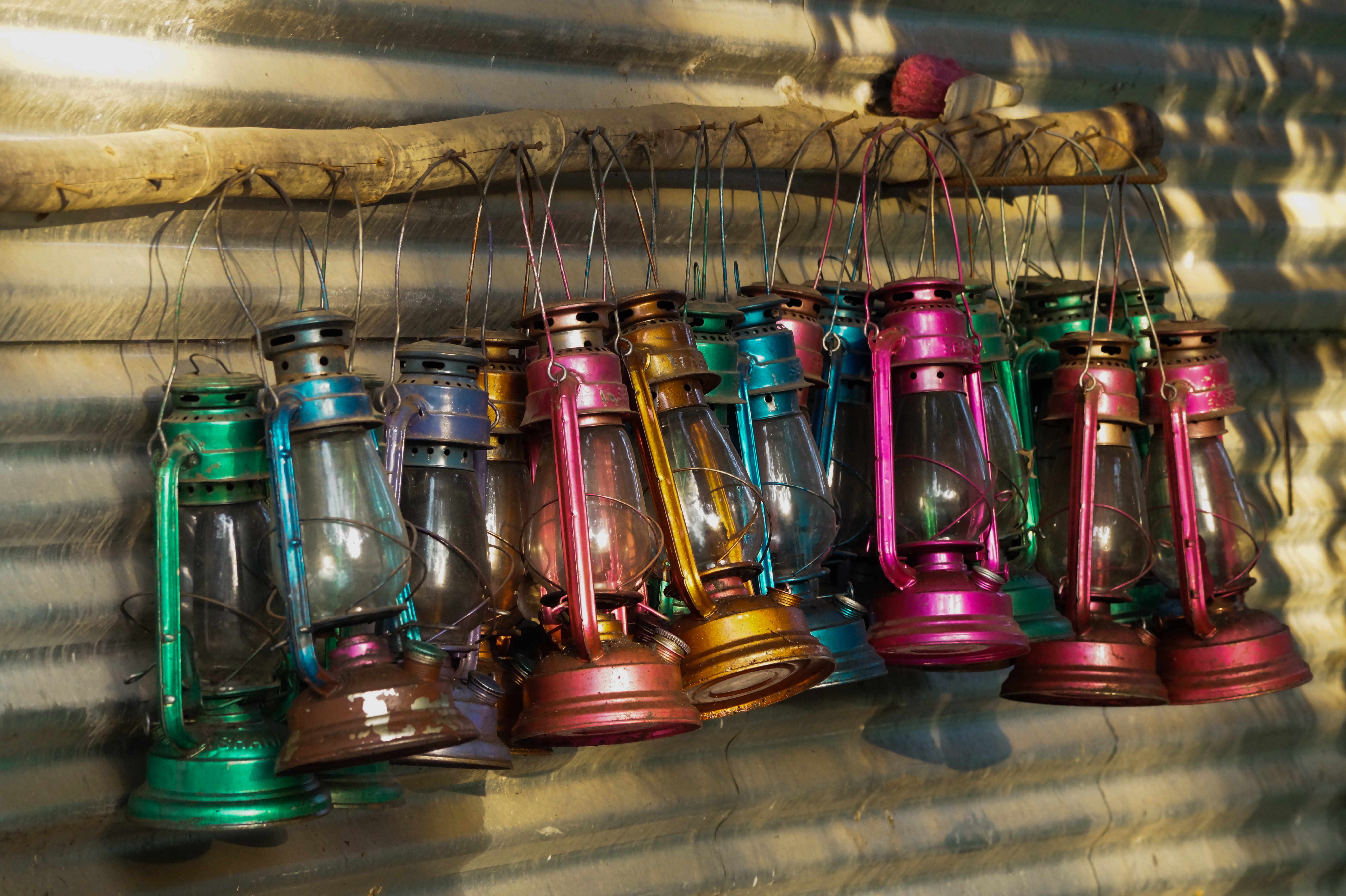
リシケシュのランタン (インド、2017)
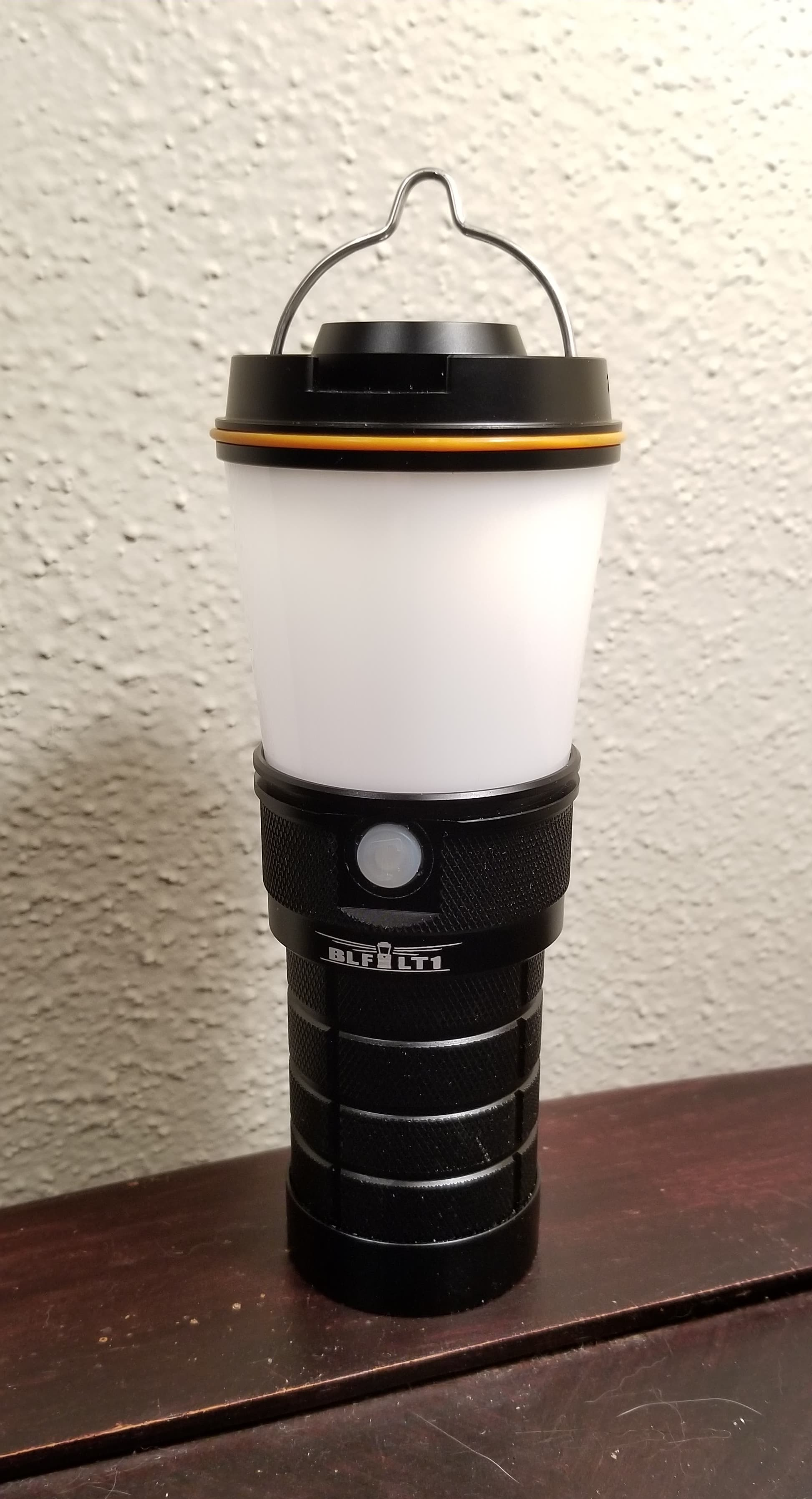
USB-C充電ポートや可変色温度などの近代的機能を備えた、リチウムイオン電池搭載の最新式LEDランタン(2020年)
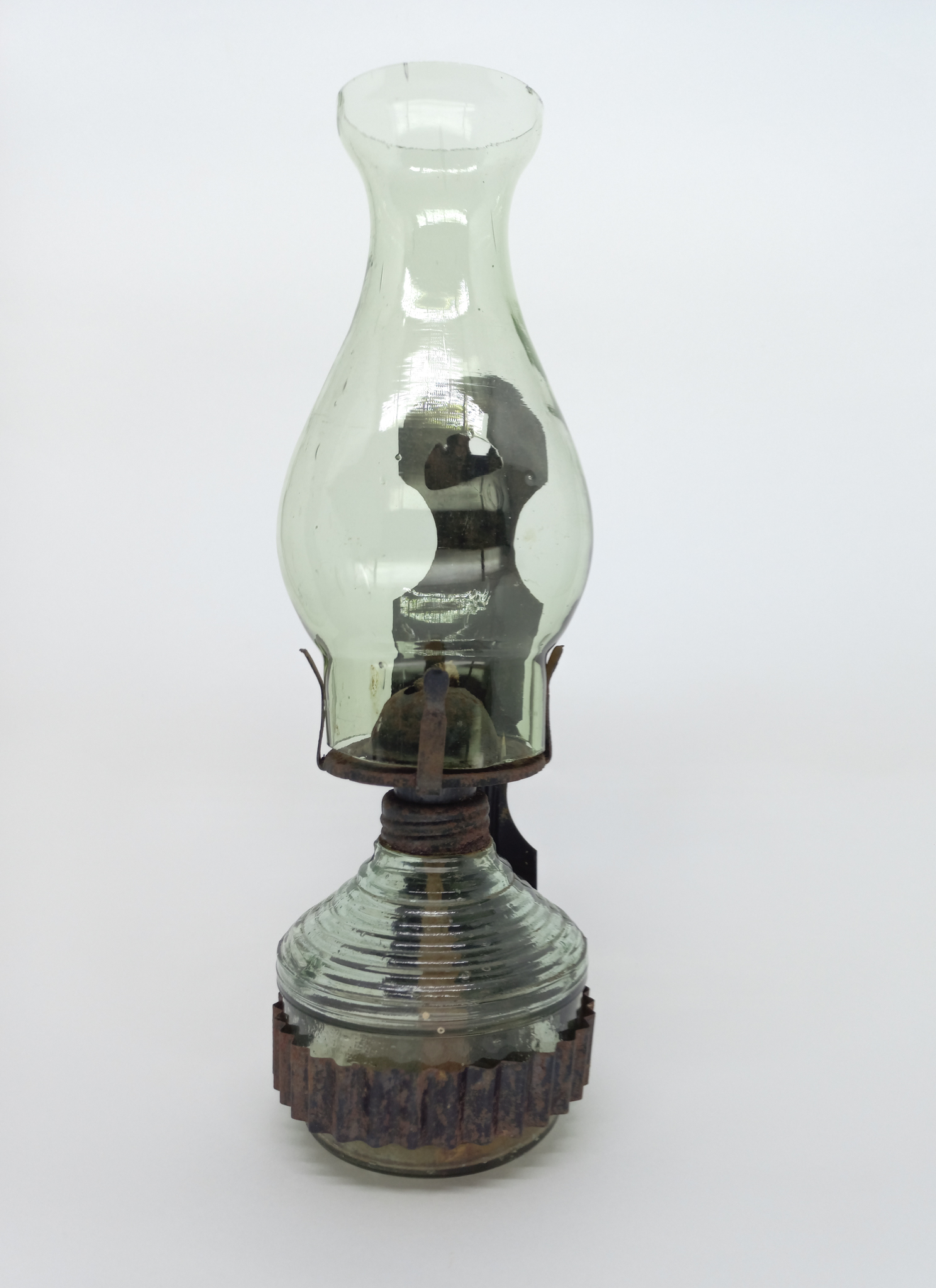
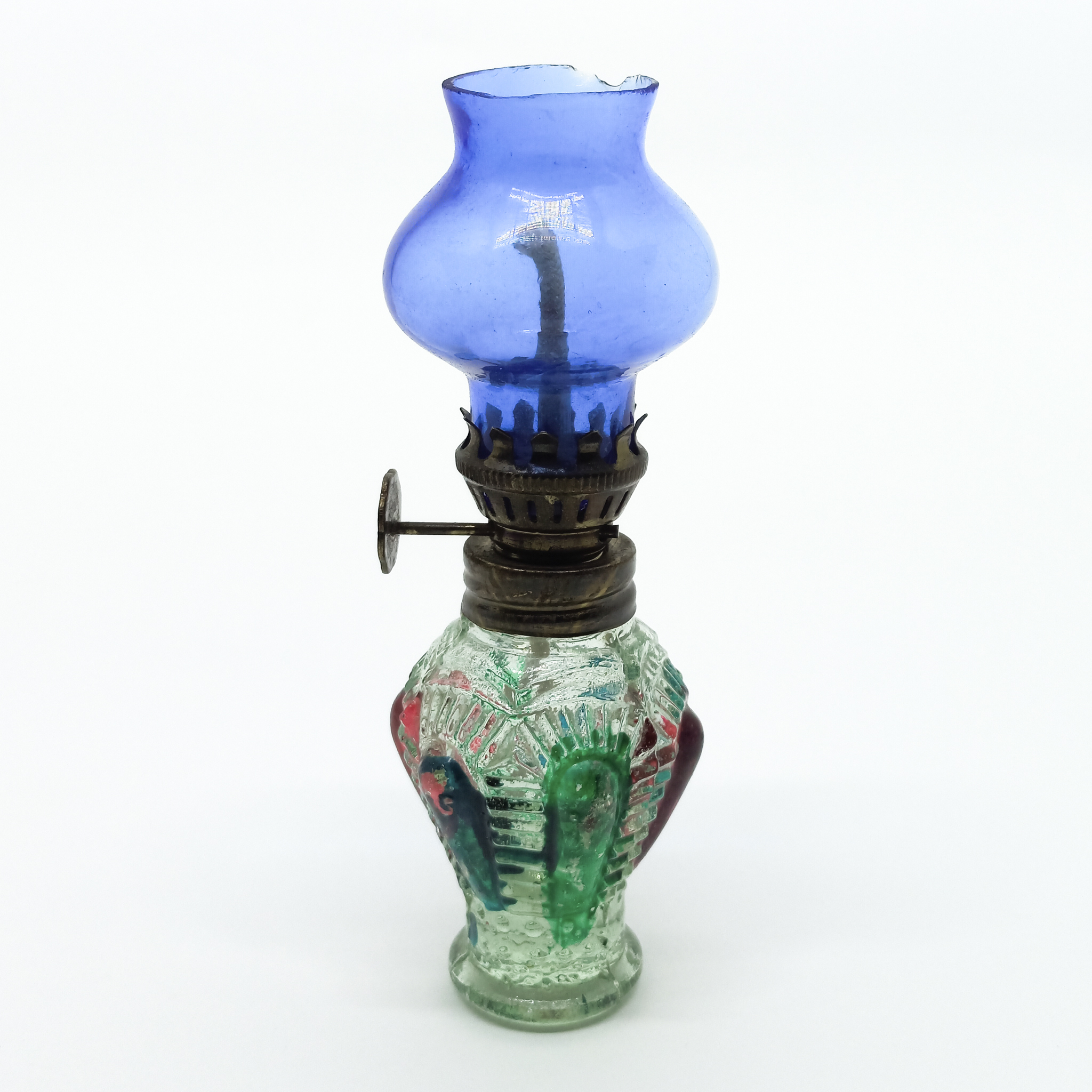
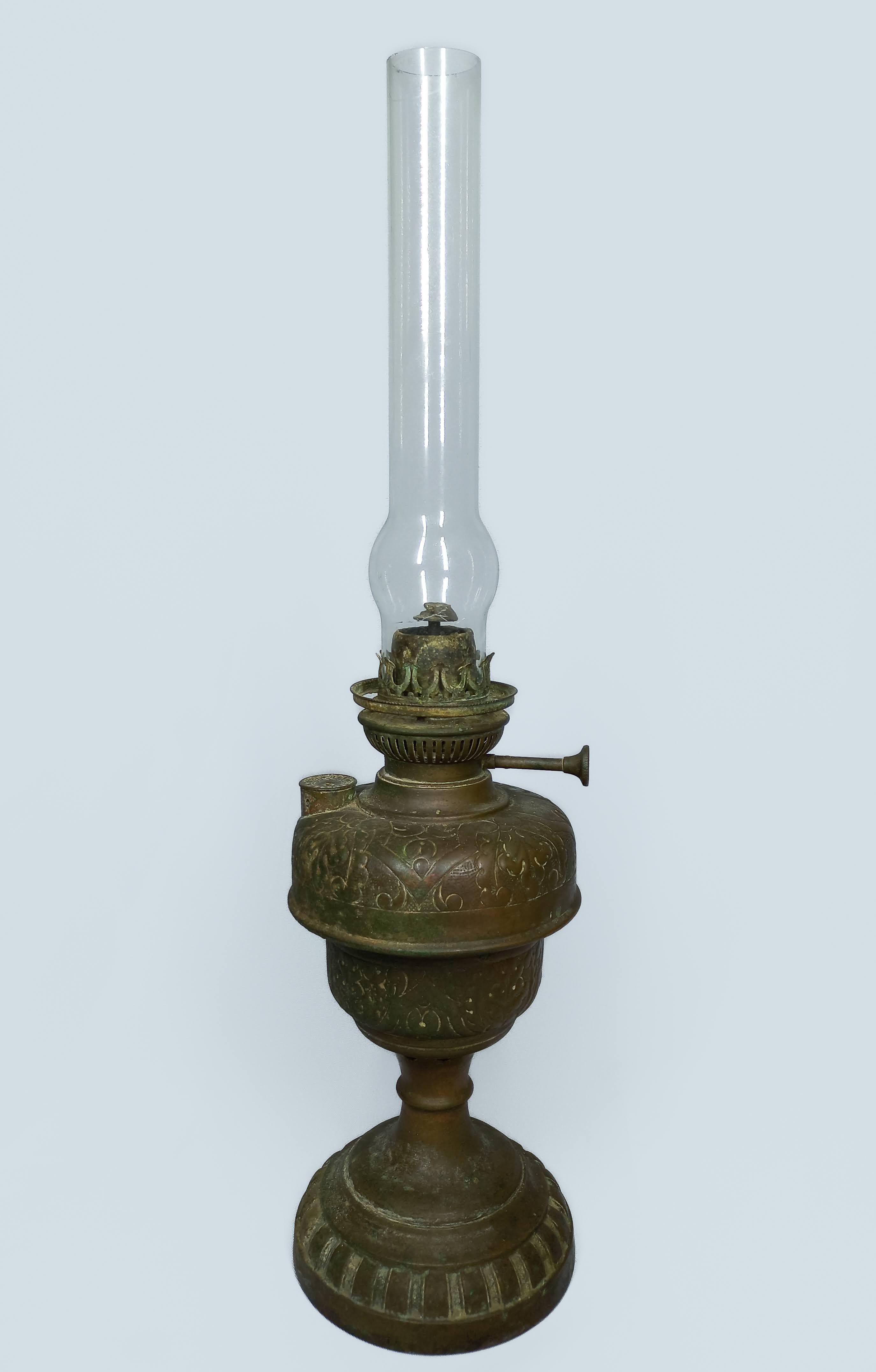

### 街灯としてのランタン

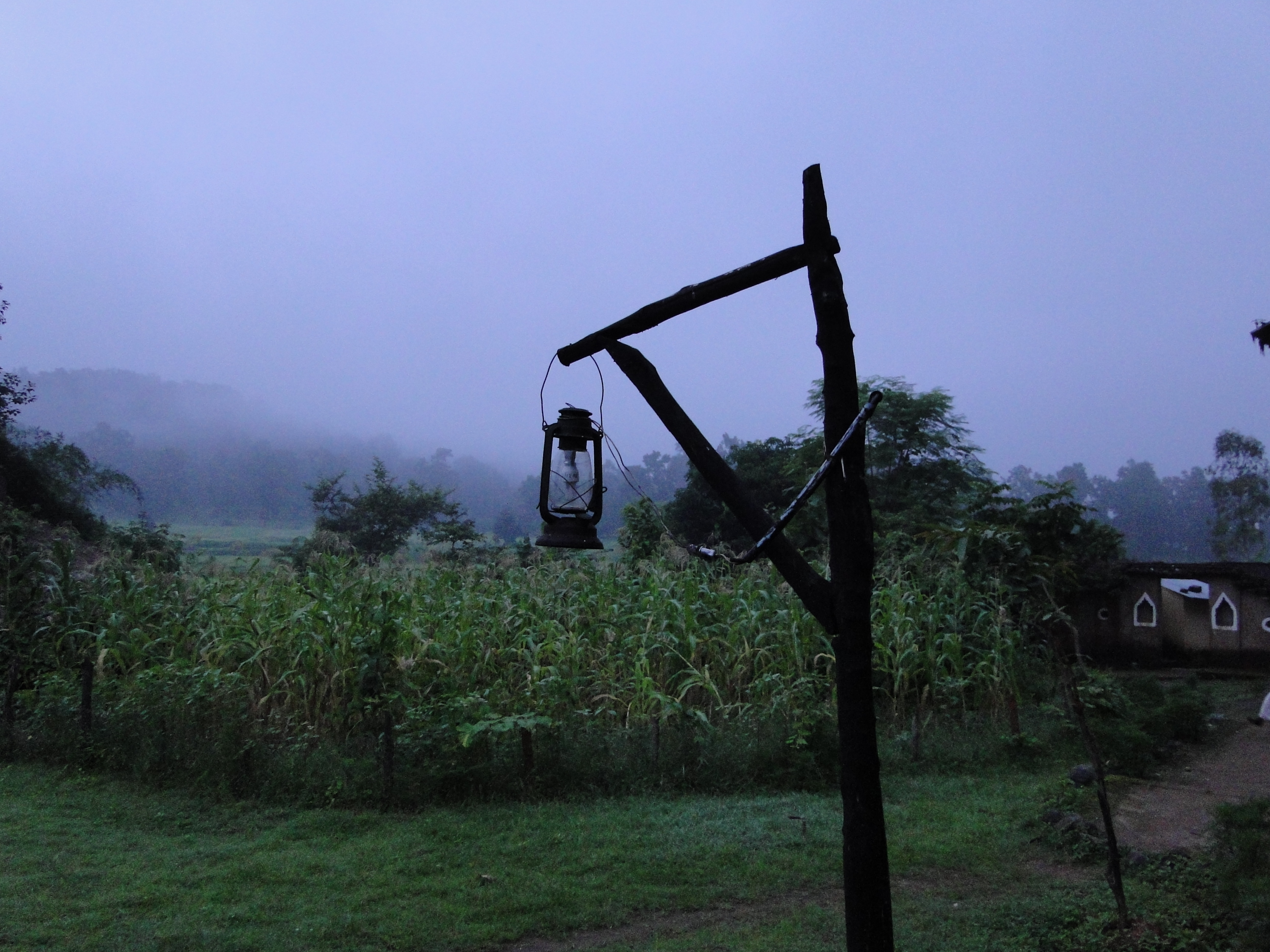
農村部で使用されている電気式に改装されたランタン（インド、チャッティースガル州）
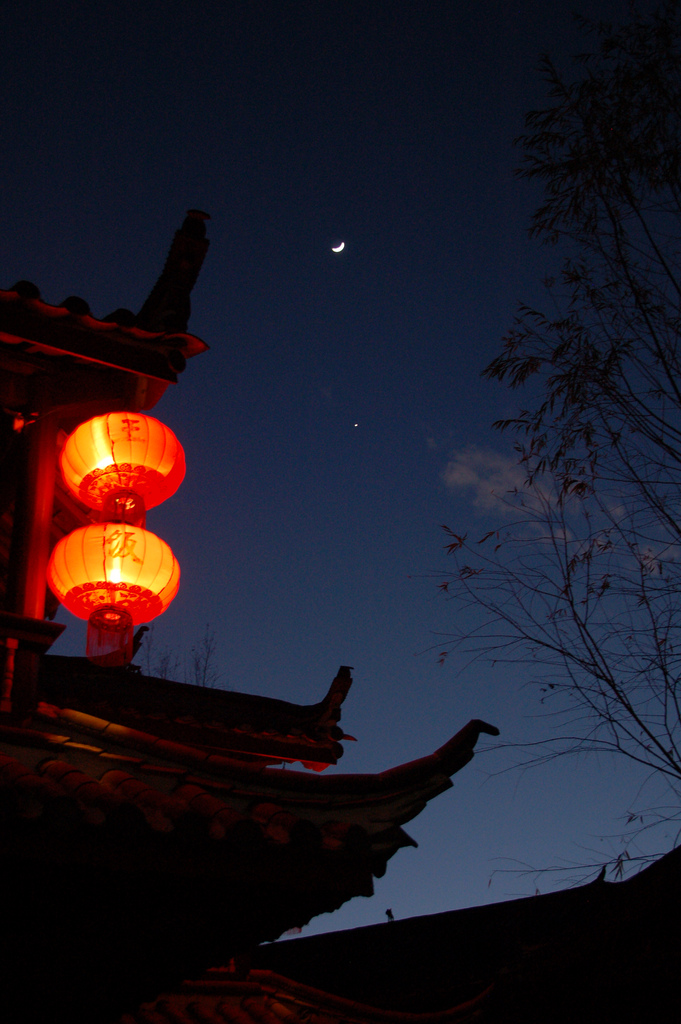
麗江市の夜空を照らす宮殿ランタン（中国、雲南省）
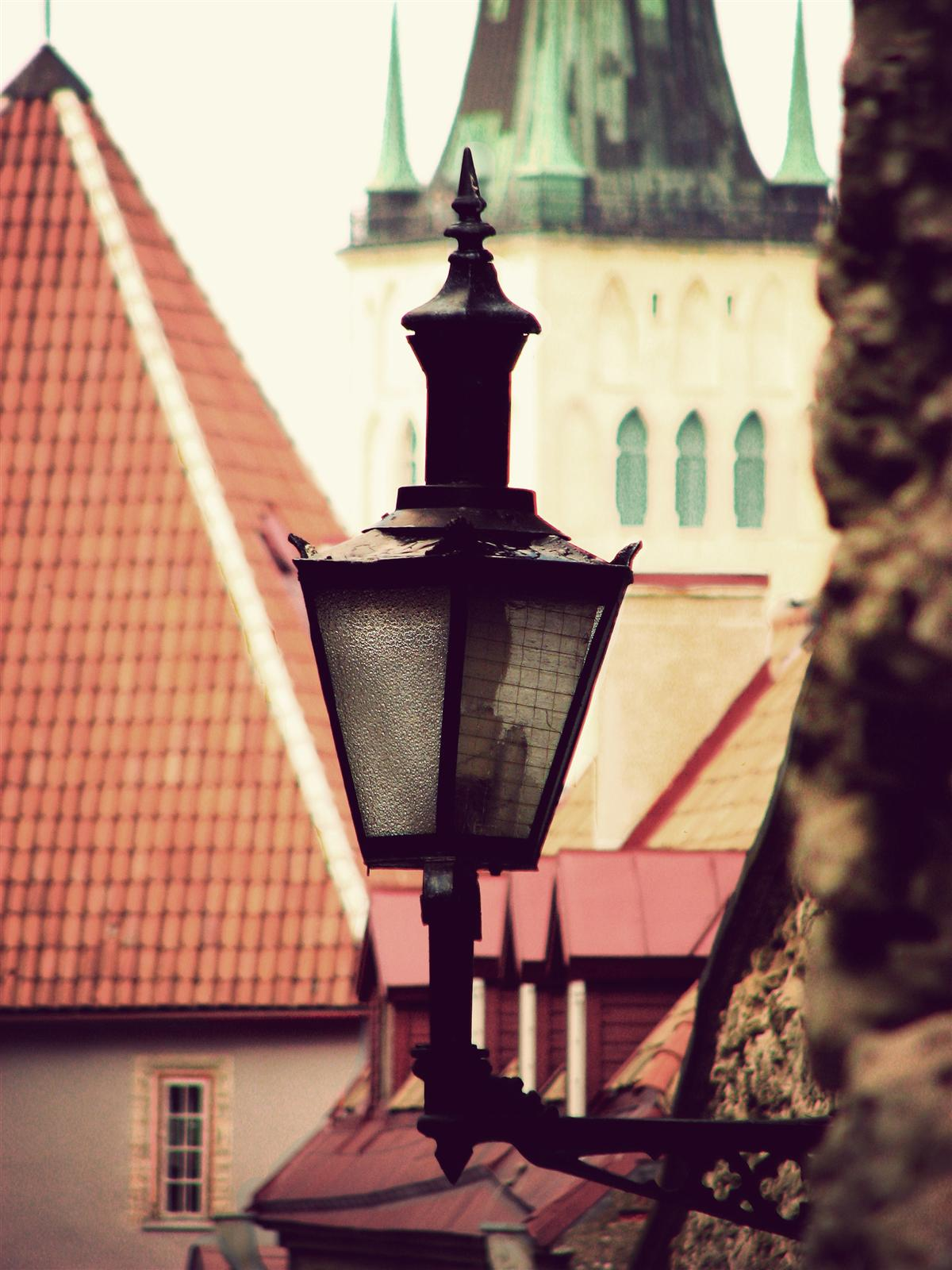
旧市街の通りにある伝統的なランタン（エストニア、タリン）
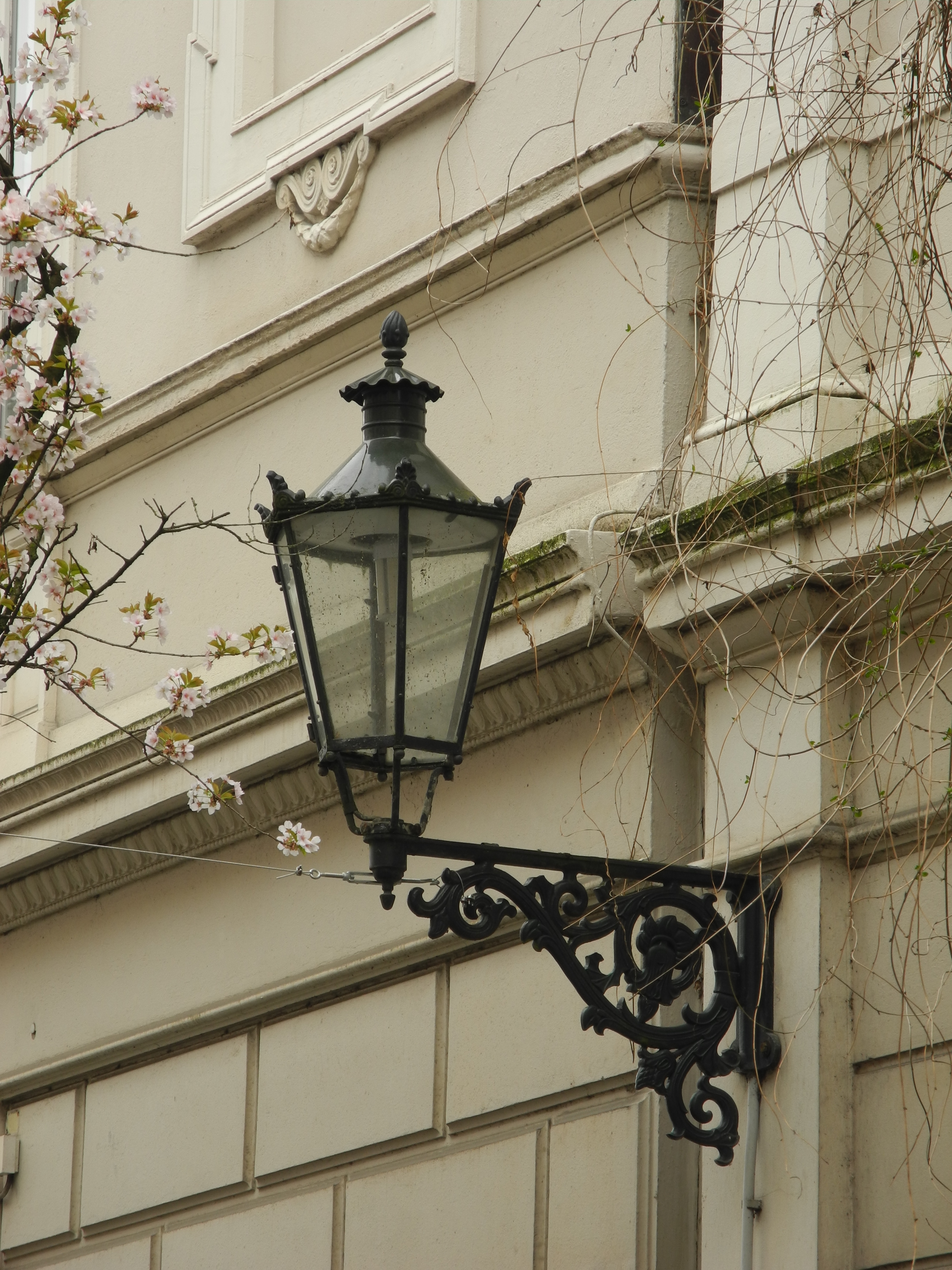
ヴッパータールにあるランタン（ドイツ）

## 大衆文化
英語のイディオムで「ランタンあご(lantern jaw)」は現在二通りで使われており、異なる特徴の顔面をそれぞれ別のランタンにたとえている。オックスフォード英語辞典によると「長細い顎で、頬が窪んだような見た目」の顔と言う意味で、ツノで造られた側面の凹んだランタンに見立てたものである（この用法は1361年に記述がみられる）。もう一つの「ランタンあご」の意味は、下顎前突症の顎が突き出ている顔を底部の突き出たランタン（歴史節の挿絵参照）にたとえたものである。この容貌はハプスブルク家の遺伝的特徴でもあったため「ハプスブルクあご」「ハプスブルク唇」とも呼ばれた（例としてカール5世 (神聖ローマ皇帝)の肖像画を参照）。
エドガー・アラン・ポーの短編小説『告げ口心臓(The Tell-Tale Heart)』では、主人公が犠牲者の目に一筋の光を照らすのにダークランタンを使っている。